# بازبهادر

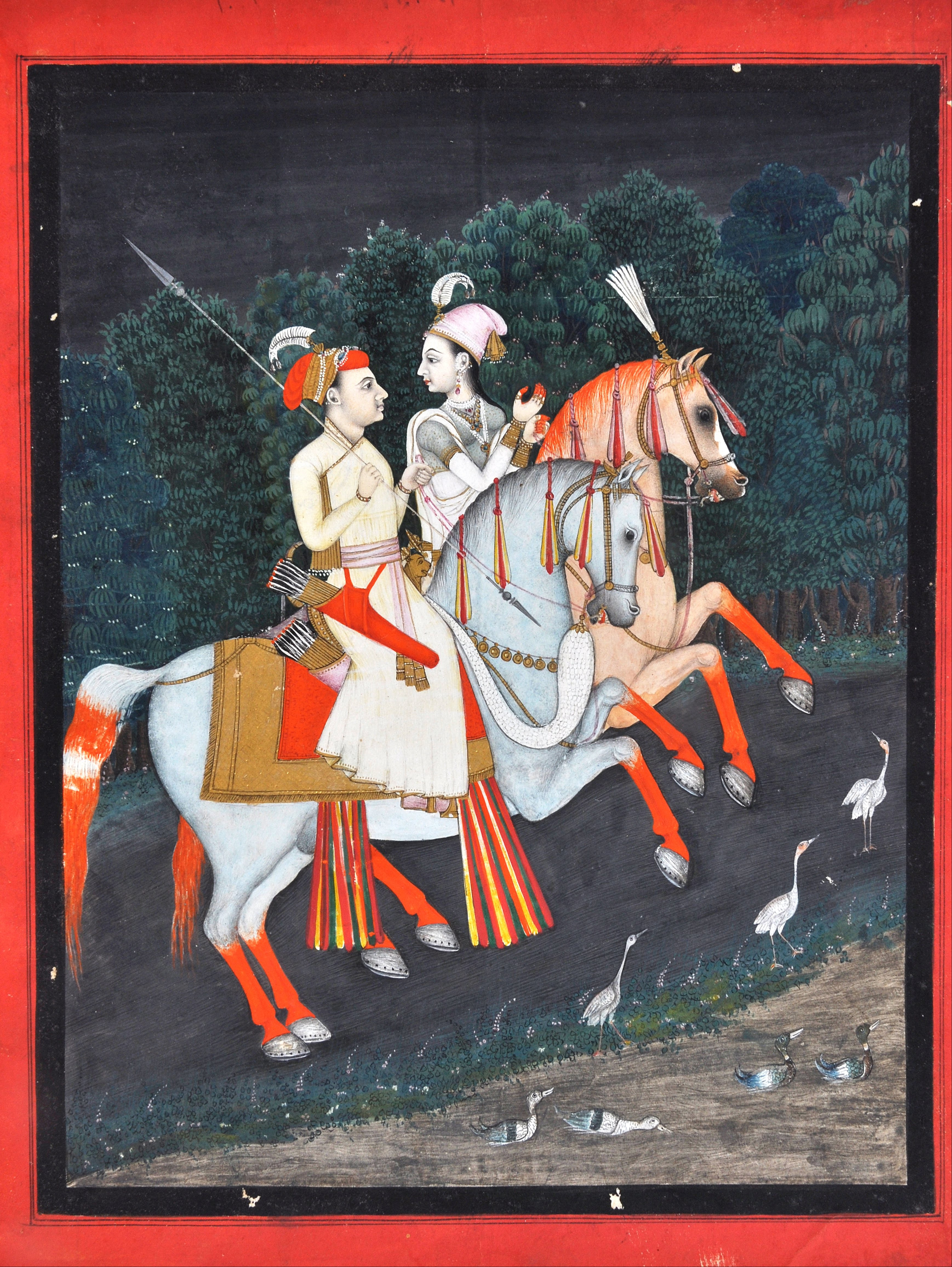
روپمتی و بازبهادر

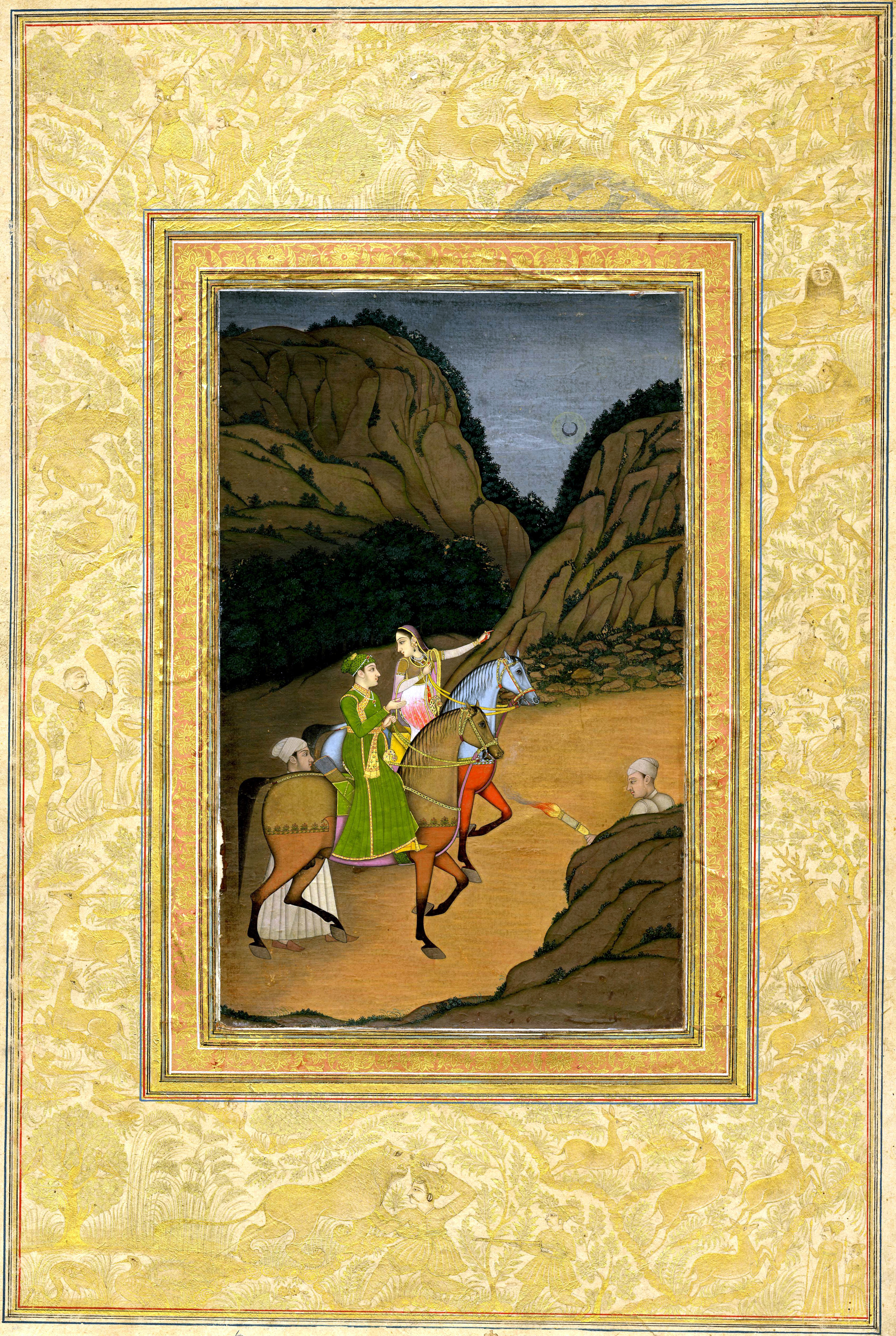

باز بهادر (به اردو: باز بہادر) آخرین فرمانروای حکومت مستقل منطقهٔ مالْوه، پیش از فتح آن ناحیه به دست گورکانیان در زمان اکبر کبیر، بود.

## فرمانروایی
پدر بازبهادر «شجاع خان» از منسوبان شیرشاه سوری بود که از ۹۴۹ در شمال مالوه حکومت داشت. بازبهادر پس از مرگ پدر، برادرش را به قتل رساند تا خود در ۹۶۴ «سلطان» لقب گیرد. او ابتدا در پی حملات اکبر کبیر و سپاهیانش عقب‌نشینی کرد و گرچه پایتخت خود را ترک کرده‌بود، در کوه‌های اطراف مالوه مقاومت می‌کرد. لیکن از این وضع خسته شده و منصب «دو هزاری» را از سوی گورکانیان پذیرفت و از ۹۷۸ تا آخر عمر مطیع گورکانان بود.